# 科里瓦伊拉奇納山
13°21′6″S 72°49′15″W / 13.35167°S 72.82083°W
科里瓦伊拉奇納山（Corihuayrachina），是秘魯的山峰，位於該國東南部庫斯科大區，處於普馬西柳山以南和基斯瓦爾山以西，屬於安第斯山脈中維爾卡潘帕山脈的一部分，海拔高度5,404米。